# Fritz Niermann
Fritz Niermann (* 24. September 1898 in Essen; † 9. März 1976 ebenda) war ein Lebensmittelhändler in Essen. Aufgrund der Rettung von Juden im Zweiten Weltkrieg wurde er postum mit dem Ehrentitel Gerechter unter den Völkern ausgezeichnet.

## Leben

### Bis zum Zweiten Weltkrieg
Als Sohn eines Bäckers erlernte Fritz Niermann im väterlichen Geschäft das Bäckerhandwerk. Als Freiwilliger nahm er am Ersten Weltkrieg teil und arbeitete danach als Bäcker weiter. 1931 eröffnete er in Essen-Altendorf an der Ecke der Straße Markscheide 50/Amixstraße ein Lebensmittelgeschäft. Dort bezog er mit seiner Frau und zwei Töchtern eine Parterrewohnung. Wegen seiner christlichen Überzeugung unterstützte der Katholik Niermann 1933 die Deutsche Zentrumspartei und lernte so den Sozialpolitiker Heinrich Hirtsiefer kennen. Niermann distanzierte sich vom Nationalsozialismus.
Im Zweiten Weltkrieg kamen russische Kriegsgefangene in Niermanns Geschäft. Er versorgte sie mit Brot und ließ sie in seine Wohnung, wo sie mit seiner Haushälterin Gertrud Hahnen verheiratete Danzer ihr mitgebrachtes Fleisch zubereiten und dort verzehren konnten. Gegen Kriegsende versteckte Niermann russische Kriegsgefangene.

### Schutz von flüchtenden Jüdinnen 1945

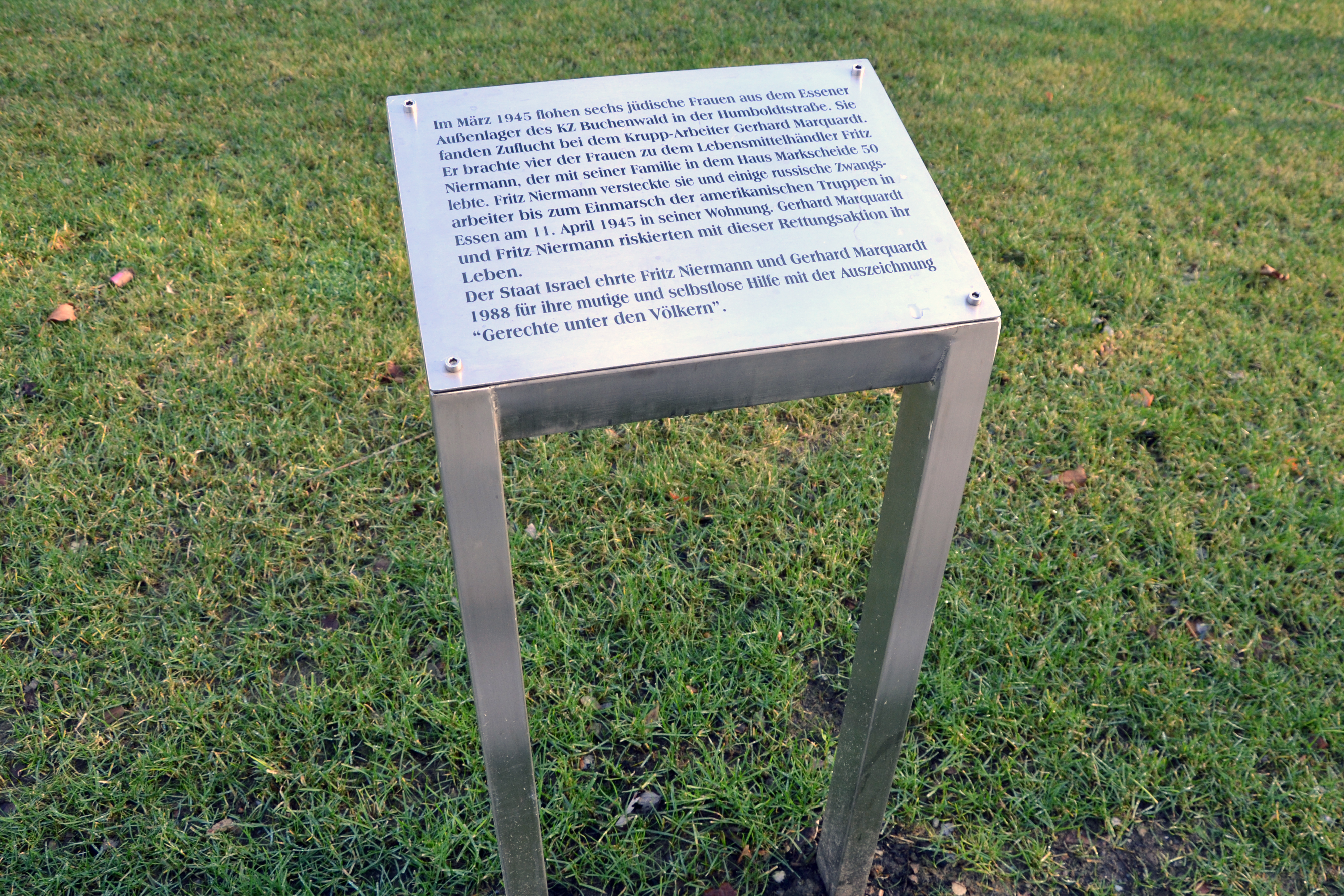
Neu aufgestellte Gedenktafel vom ehemaligen Haus Markscheide 50

Sechs im KZ-Außenlager Humboldtstraße in Essen-Fulerum inhaftierte, aus Ungarn stammende Frauen (namentlich: Gizella Israel, Rosa Katz, Agnes und Renée Königsberg sowie Elizabeth und Erna Roth) wurden täglich zur Zwangsarbeit im Walzwerk II bei der Friedrich Krupp AG getrieben. Sie konnten Ende Februar oder Anfang März 1945 in den Wirren eines Luftangriffs auf dem Weg vom Lager zur Arbeit vor dem Abtransport aus dem Lager an der Humboldtstraße ins KZ Bergen-Belsen flüchten. Als die SS-Wachen dabei in Luftschutzbunker flüchteten und die Mädchen zurückblieben, sahen diese ihre Chance zur Flucht.
Einige Tage verbrachten sie im Keller der zerstörten Leichenhalle des jüdischen Friedhofes am Reckhammerweg. Dann kamen sie ins nahe gelegene Haus zu Gerhard Marquardt, dem Krupp-Mitarbeiter, den Rosa Katz zuvor bei der Pflege seiner kranken Frau kennengelernt hatte. Er bot ihr damals Hilfe an und versorgte nun die Mädchen in der Trauerhalle mit Wasser und Brot. Die sechs Mädchen wurden aber dort gesehen und konnten in Marquardts Notunterkunft, einer Gartenlaube an der Stadtwiese, unterkommen, wo seine Frau Erna Marquardt für sie kochte. Dann versteckte Marquardt die Mädchen in einer Hausruine am Reckhammerweg und später in einer verlassenen Gartenlaube. Nachdem wenig später auch die Gartenlaube kein sicheres Versteck mehr bot, wandten sich die flüchtigen Mädchen an den Ofenmaurer und Krupp-Meister Karl Schneider, der den Mädchen wegen guter Behandlung in Erinnerung war. Schneider brachte die Mädchen an verschiedenen Orten in Essen-Altendorf unter.
Vier Mädchen, die Geschwister Roth und Königsberg, brachte Schneider zu Fritz Niermann in seine Wohnung in der Markscheide 50. Niermann wurde bei der Rettung der Mädchen von Heinrich Edelmeier und Adolf Gatzweiler aus dem Sicherheitshilfsdienst unterstützt. Niermann, dessen Frau und Töchter aufgrund der Luftangriffe evakuiert worden waren, konnte die vier Mädchen etwa vier Wochen lang, bis zum Einmarsch der Amerikaner am 11. April 1945, mit Hilfe seiner Haushälterin Gertrud Hahnen bei sich versorgen. Er hatte die Mädchen bereits früher auf dem Weg vom Lager zur Arbeit gesehen und sich zwecks Hilfe an die ihm bekannten Meister bei Krupp gewandt, darunter auch Karl Schneider, so dass sie außerhalb der Firma solch notwendige Dinge wie Brot oder Seife zugesteckt bekommen konnten.
Schließlich überlebten alle sechs jungen Frauen bis Kriegsende in ihren jeweiligen Verstecken. Die vier durch Niermann versteckten Frauen, die Geschwister Roth und Königsberg, wanderten in die USA aus.

### Nach dem Krieg
In der von der britischen Besatzungsmacht 1946 ernannten Essener Stadtverordnetenversammlung war Niermann als CDU-Anhänger Mitglied. Er gehört zu den Mitgründern der Partei in Essen.

### Ehrungen

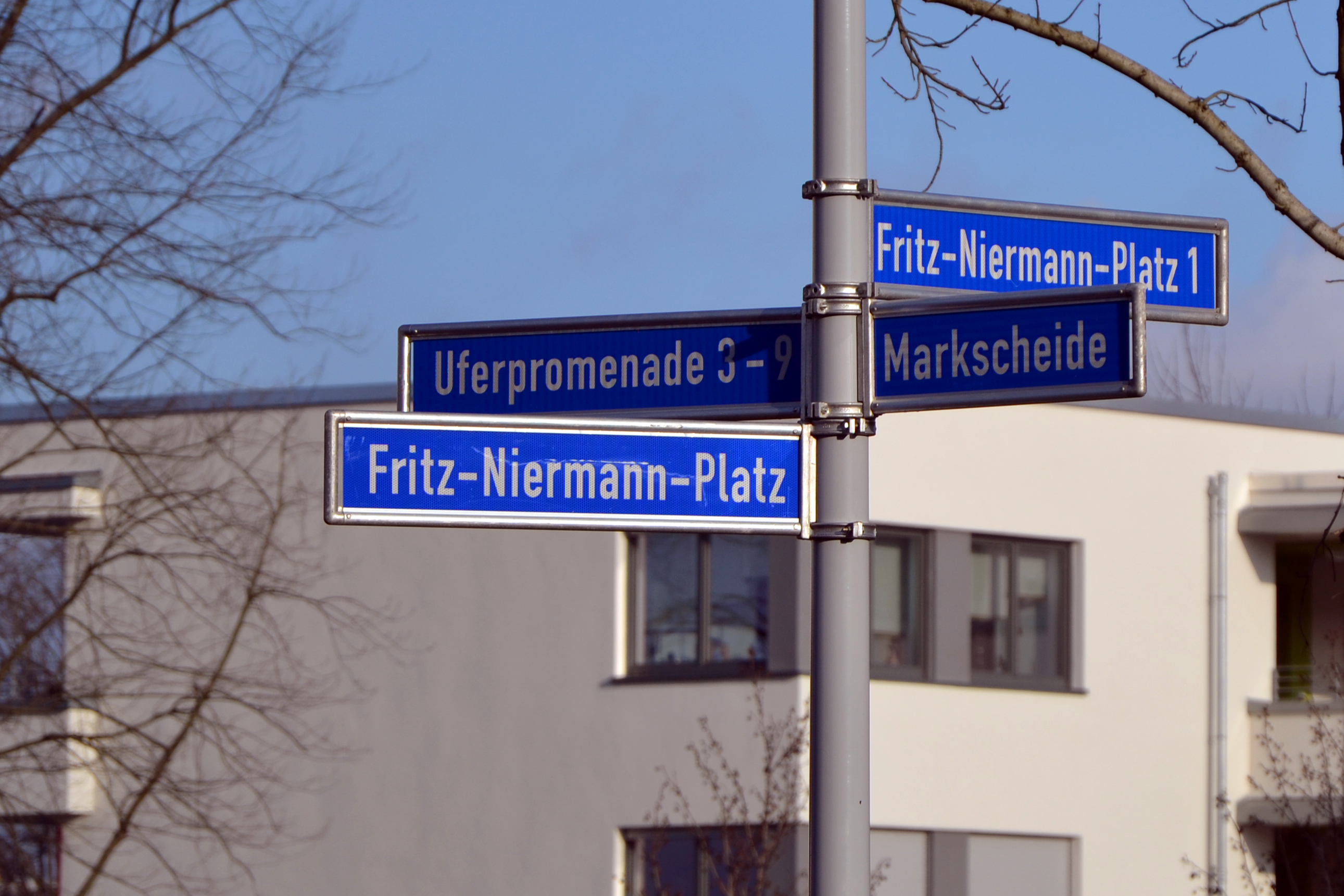
2013 nach Fritz Niermann benannter Platz in Essen-Altendorf

Fritz Niermann wurde am 19. März 1985 durch den Staat Israel, zusammen mit Gerhardt Marquardt, für seine mutige und selbstlose Hilfe, die ihn selbst in Lebensgefahr gebracht hatte, postum mit dem Ehrentitel Gerechter unter den Völkern ausgezeichnet.
Das Haus in der Markscheide 50, in dem vier der sechs geflüchteten Frauen durch ihren Retter Fritz Niermann versteckt gehalten worden waren, wurde 2011 im Rahmen eines städtebaulichen Projektes, der Anlage des Niederfeldsees mit angrenzenden Wohn-Neubauten, abgerissen. Die am Haus befindliche Gedenktafel wurde gesichert und 2014 auf einer Wiese im Bereich des ehemaligen Hauses zum Gedenken neu aufgestellt. Am 22. Mai 2013 wurde ein kleiner Platz innerhalb der neuen Wohnsiedlung nach Fritz Niermann benannt.